# Zbrodnia w Szczuczkach
Zbrodnia w Szczuczkach – masowa egzekucja przeprowadzona na Polakach przez oddziały Wehrmachtu we wsi Szczuczki w dniu 1 października 1939 r.

## Historia
Oddziały Wojska Polskiego w okolicach miejscowości Szczuczki zaatakowały niemiecki patrol, który został całkowicie rozbity. Niemcy, poszukując sprawców, wkroczyli do wsi. Były to najprawdopodobniej oddziały 4. Dywizji Piechoty Wehrmachtu (4. Infanterie-Division). 
Spośród mieszkańców wyselekcjonowano 102 mężczyzn, których poddano przesłuchaniu na okoliczność posiadania ukrytej broni. Wobec braku reakcji mieszkańców na kilku z nich przeprowadzono pokazową egzekucję. W związku z dalszym oporem okazywanym przez Polaków zostali oni wprowadzeni do budynku miejscowej szkoły, który ostrzelano z broni ręcznej oraz z dział. Ranni ludzie zostali dobici strzałami w głowę. Następnie budynek, wraz ze znajdującymi się w jego wnętrzu ciałami zabitych osób, został przez Niemców spalony. 
Ocaleli mieszkańcy pochowali szczątki zabitych ludzi na miejscu kaźni, później miejsce pochówku przekształcono w cmentarz wojenny. Masakrę upamiętniono kapliczką, zbudowaną z gruzów po spalonej szkole. Na tablicach umieszczono zidentyfikowane nazwiska osób zamordowanych. W 2022 r. nekropolia została odremontowana dzięki wsparciu finansowemu udzielonemu przez Instytut Pamięci Narodowej.
W pobliżu kapliczki upamiętniającej zbrodnię znajduje się lokalizacji skrytki geocachingu. 